# 小松未歩 5〜source〜
『小松未歩 5〜source〜』（こまつみほ・ファイブ・ソース）は、日本のシンガーソングライター・小松未歩が2002年9月25日にGIZA studioから発売した5枚目のオリジナルアルバムである。

## 構成
前作『小松未歩 4〜A thousand feelings〜』から約1年半ぶりとなる作品で、先行シングル「とどまることのない愛」「さいごの砦」「愛してる…」「dance」を含めた全11曲が収録されている。
サブタイトルの『source』は「いろいろな気持ちやメロディーが湧き上がってくる源（source）には、いつも居てくれる“あなた”という存在の大きさを強く感じたから」との思いから付けられた。
ブックレットにはスクリーンシートに本人直筆（印刷）の曲順が記されている。また、収録曲に関する本人のコメントが掲載されたライナーノーツが付属されている。

## 批評
| 専門評論家によるレビュー | 専門評論家によるレビュー |
| レビュー・スコア         | レビュー・スコア         |
| 出典                     | 評価                     |
| ------------------------ | ------------------------ |
| CDジャーナル             | 肯定的                   |

CDジャーナルは、サウンド面に関しては「音質が少し気になる」としながらも、「シンガーとしての確固たる魅力はもちろんのこと、ソングライターとして、とりわけコンポーザーとして、J-POPの真髄ともいえる魅力ある作品を書くことができる彼女の良さが滲み出ている」とし、「小松未歩のリアルな物語を描き出す。鮮やかな心象風景が詰まった作品だ」と肯定的に評価している。

## 記録
オリコンアルバムチャートでは、デイリーでは初登場3位ながら、週間では23位となり、小松の作品で、初めてトップ10入りを逃した作品となった。なお、以降作品に関してもトップ10入りは果たしていない。

## 収録曲
| 全作詞・作曲: 小松未歩。 |                          |           |            |          |      |
| #                        | タイトル                 | 作詞      | 作曲・編曲 | 編曲     | 時間 |
| 1.                       | 「gift」                 | 小松未歩  | 小松未歩   | 大賀好修 | 3:23 |
| 2.                       | 「愛してる…」            | 小松未歩  | 小松未歩   | 大賀好修 | 4:33 |
| 3.                       | 「とどまることのない愛」 | 小松未歩  | 小松未歩   | 大賀好修 | 5:08 |
| 4.                       | 「commune with you」     | 小松未歩  | 小松未歩   | 大賀好修 | 5:32 |
| 5.                       | 「足掻き」               | 小松未歩  | 小松未歩   | 大賀好修 | 4:59 |
| 6.                       | 「約束の海」             | 小松未歩  | 小松未歩   | 池田大介 | 4:52 |
| 7.                       | 「style of my own」      | 小松未歩  | 小松未歩   | 古井弘人 | 3:26 |
| 8.                       | 「さいごの砦」           | 小松未歩  | 小松未歩   | 大賀好修 | 4:50 |
| 9.                       | 「dance」                | 小松未歩  | 小松未歩   | 大賀好修 | 3:35 |
| 10.                      | 「でも忘れない」         | 小松未歩  | 小松未歩   | 大賀好修 | 4:32 |
| 11.                      | 「愛の唄」               | 小松未歩  | 小松未歩   | 大賀好修 | 4:54 |
| 合計時間:                | 合計時間:                | 合計時間: | 49:44      |          |      |

## 楽曲解説
1. gift
小松によれば、久しぶりに宇宙を連想しながら描いた楽曲で「小松の世界観へいざなう、まさにプレリュードな楽曲」だという[2]。また、制作に携わった関係者に愛されているような気がしたので1番目にしたとコメントしている[6]。
2. 愛してる…
15thシングル。
12月の街を歩くスピードを表現するために、テンポを1下げか1上げで悩んでいた事を思い出すと述べている[2]。
3. とどまることのない愛
13thシングル。
今作の制作を始めたきっかけとなった楽曲で、「キーポイントとなるこの曲はどこに置いてもはまりますね」とコメントしている[2]。
4. commune with you
メトロノームの3拍子のリズムである、ワルツを基調とした曲[6]。
5. 足掻き
15thシングル「愛してる…」のカップリング曲。
今作に収録するかどうかをギリギリまで迷ったが、完璧に近いアレンジを聴いてもらいたくて収録を決めたという[6]。また、「葛藤も私の中から湧き上がってくる感情のひとつ」としたうえで、リスナーに向けて「ギターの優しい音色に一縷の望みを託します」とコメントしている。
6. 約束の海
前作『小松未歩 4〜A thousand feelings〜』を意識した楽曲で[2]、小松は自評として「洗練された音が綺麗に整理されていて、息づかいまでもハッキリと聴こえてくる出来栄えは、私でさえもドキドキしてしまう」と評している[6]。
7. style of my own
いくつかのパターンがあるアレンジの中から、小松が厳選して選んだものが収録され、納得の決断だったと自画自賛とコメントしている[2]。なお、編曲を担当した古井弘人に「1stアルバムの頃の響きになるように意識した」と小松に説明されたという[6]。
17thシングル「mysterious love」のカップリング曲として、リアレンジバージョン「style of my own 〜遊景〜」が収録されているが、歌詞が一部変更されている。
8. さいごの砦
14thシングル。
歌い方を色々研究していた頃にレコーディングが行われたため、アルバムリリースされた時点で聴くと声色の違いがある[6]。そのため、「アルバム全体にはキラキラとしたそよ風が吹いているような気がするのですが、（この楽曲は）特に強く感じる」とコメントしている[2]。
9. dance
16thシングル。
小松は、楽曲制作の変化として「『dance』が発表された頃からだんだんと解放されていったようで2人称じゃない曲も、より自然体で描けるようになりました」と語っており[2]、「次へと大きく飛躍するためには、悩み落ち込むことも必要だと実感させられた時期」だとコメントしている[6]。
10. でも忘れない
ピアノで制作されたメロディには息継ぎの場所がなく歌入れに苦戦したが、「レコーディング以来ずっとハモったりして口ずさんでいます」とコメントしている[2]。また、楽曲の世界観として「王道的な響きが青春真っ只中の心情を切なく奏でてくれている」と語っている[6]。
11. 愛の唄
14thシングル「さいごの砦」のカップリング曲。
アルバムの曲調重視を念頭に置きながらライブ構成を意識した順番になっているためこの楽曲が最後に収録されている[2]。小松によれば「一体感を味わえる空間を共有したくて、みんなで声を合わせて歌えるこの曲を最後に収録した」という[6]。

## 参加ミュージシャン
- 小松未歩：Vocal & Chorus (全曲)

サポートミュージシャン
- 大賀好修：Acoustic Guitars & Electric Guitars (全曲)、Programming (#1〜5,8〜11)
- 池田大介：Programming (#6)
- 古井弘人：Programming (#7)

## タイアップ
- 日本テレビ『C/Wラブ』エンディングテーマ[7][8] (#9)